# Cono de detritos
Un cono de detritos o cono de derrubios es una estructura geomorfológica generada por la acumulación de fragmentos de roca generalmente procedente de la gelifracción, que caen desde un acantilado, ladera o escarpe. La inestabilidad de la roca que se desprende puede ser elevada. Cuando llegan a un valle tienden a acumularse en forma de cono, de ahí su nombre, formado por coluviones.
En el lugar del escarpe desde donde se desprenden los fragmentos de roca suele quedar con una cicatriz visible. Los conos de detritos pueden presentarse de manera individual o solapándose unos con aquellos que se encuentran adyacentes. En el último caso se habla de conos de detritos coalescentes.